# Kínálat
Kínálat alatt a köznyelv valamilyen vállalkozás – többnyire üzlet – értékesítésre szánt – vagyis a vevők számára kínált – termékeinek, illetve szolgáltatásainak összességét érti. A közgazdaságtan valamivel részletesebben határozza meg a szó jelentését: a kínálat egy vagy több jószág azon mennyisége, amivel az általunk vizsgált személy, vállalat vagy személyek/vállalatok csoportja rendelkezik, és azt adott ár mellett eladni is hajlandó.
A kínálat ezen definíciójához fel kell tennünk, hogy a javak homogének, tehát egységeiket minőségi szempontból senki sem tudja megkülönböztetni. A továbbiakban azt is feltételezzük, hogy a javak eladói racionális döntéshozók, így profitjuk, illetve – személyek esetében – hasznosságuk maximalizálására törekszenek.

## A kínálat fajtái
Aszerint, hogy hány gazdasági szereplő kínálatát vizsgáljuk, a kínálatnak három fő fajtáját különböztethetjük meg.

### Egyéni/Vállalati kínálat
Ez egyetlen személy vagy vállalat egy jószágból vett kínálatát jelenti. Jele személy esetében gyakran s, míg vállalatnál S vagy Si (vagyis az i-edik vállalat kínálata).

### Piaci kínálat
A piaci kínálat valamely jószág piacán jelen lévő összes vállalat és személy kínálata az adott jószágból. Az egyéni, illetve vállalati kínálatok egyszerű összegeként határozható meg. Jelölésére általában a nagy S betűt használjuk.

### Aggregált kínálat
Aggregált kínálaton (jele AS) a gazdaság összes szereplőjének minden jószágból vett kínálatát értjük. Az aggregált kínálat esetében, mivel az több jószág kínálatát jelenti, az ár helyett az átlagárat vagy az árszínvonalat, a kínált mennyiség helyett pedig a kínált javak összértékét vesszük figyelembe. Részletesebben lásd az Aggregált kínálat című szócikkben.

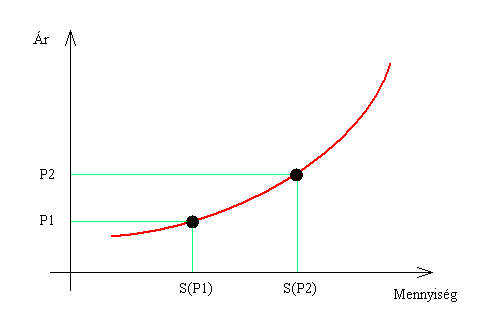
Kínálati függvény

## A kínálati függvény
A kínálat definíció szerint egy konkrét mennyiséggel egyenlő adott ár mellett. Kézenfekvőnek tűnik, hogy minden lehetséges árszinthez az emellett érvényes kínálatot rendeljük hozzá, létrehozva így a kínálati görbét vagy kínálati függvényt. Ezt S(P)-vel jelölhetjük, ahol P az ár – azaz a magyarázó változó – jele.

### Ábrázolása
A keresleti függvényhez hasonlóan a kínálati függvénynek is valójában az inverzét ábrázoljuk, mert a függőleges tengelyen tüntetjük fel az árat, a vízszintesen pedig a kínált mennyiséget. Ennek az a fő célja, hogy a két görbét fel lehessen rajzolni ugyanabban a koordináta-rendszerben.

### Alakja
Versenyzői piacon a vállalatok kínálati függvényei – és ezért a piaci kínálati függvény is – növekvő meredekségűek, vagyis az ár emelkedésével a kínált mennyiség is nő. (Ez a megállapítás a kínálat törvényeként is ismert.)

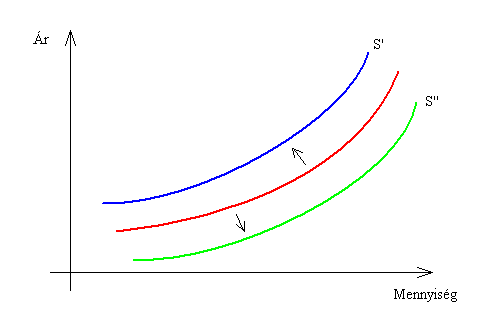

### Eltolódása
A vállalati kínálatot az áron kívül mindenekelőtt a javak termelési költségei befolyásolják. Pontosabban az utolsó jószágegység előállításának költsége, az úgynevezett határköltség (MC – angol marginal cost) van hatással a kínálatra. (Versenyző vállalatoknál a határköltség görbéje egybe is esik a kínálati görbével.)
Ha a határköltség nő, az egyes árszintekhez alacsonyabb mennyiség fog tartozni, ezért a kínálati görbe balra tolódik. Ha viszont MC csökken, megnő a kínálat, így a görbe jobbra tolódása figyelhető meg.

## A kínálat árrugalmassága
Lásd még: Árrugalmasság
A kínálat árrugalmassága megmutatja, hogy az ár 1%-os növekedése a kínálat hány százalékos változását idézi elő. Jele többnyire εp vagy Ep (az angol elasticity: rugalmasság szó alapján).
A kínálat árrugalmassága egy konkrét árszinten (p0) így írható fel:
Vagyis a rugalmasság számítható a kínálati függvény ár szerinti deriváltjának segítségével.
Attól függően, hogy az árrugalmasság abszolút értéke milyen tartományba esik, öt esetet különíthetünk el.
- Ha pedig a derivált nem létezik, ezért εp nem értelmezhető, akkor a kínálat tökéletesen rugalmatlan. (Ez akkor van így, ha a kínálati görbe egy függőleges egyenes, vagy pedig a függvény és a vízszintes tengely metszéspontjában állapítjuk meg a rugalmasságot.)
- Ha {\displaystyle 0<\vert \varepsilon _{p}\vert <1}, akkor a kínálat rugalmatlan.
- Ha {\displaystyle \vert \varepsilon _{p}\vert =1}, akkor egységnyi rugalmasságú kínálatról beszélünk.
- Ha {\displaystyle \vert \varepsilon _{p}\vert >1}, akkor a kínálat rugalmas.
- Ha {\displaystyle \varepsilon _{p}=0}, akkor tökéletesen rugalmas a kínálat. (Ez akkor van így, ha a görbe egy vízszintes egyenes, vagy pedig a függőleges tengellyel vett metszéspontjában vizsgáljuk a rugalmasságot – matematikailag nem egészen pontosan azt szoktuk ilyenkor mondani, hogy {\displaystyle \vert \varepsilon _{p}\vert =\infty }.)

## Kereslet és kínálat
A kereslet és a kínálat sok hasonlósággal rendelkező fogalmak. Mindkettő egy vagy több jószág mennyiségét fejezi ki az ár, illetve más tényezők függvényében. Ami egy piacon a vevők számára a kereslet, ugyanaz az eladóknak a kínálat.
Ha egy jószág kereslete és kínálata egyenlő (vagyis a keresleti és a kínálati függvény metszéspontjában vagyunk), piaci egyensúlyról beszélhetünk. Ha egy piac nincs egyensúlyban, meghatározott feltételek megléte esetén olyan piaci mechanizmusok indulnak be, amelyek az egyensúly irányába vezetnek.